# Parkland (Washington)
Pour les articles homonymes, voir Parkland.
Parkland est une census-designated place (CDP) située dans le comté de Pierce, dans l'État de Washington.